# Чкаловский сельский совет (Никопольский район)
Чкаловский сельский совет (укр. Чкаловська сільська рада) — входит в состав
Никопольского района
Днепропетровской области
Украины.
Административный центр сельского совета находится в селе Чкалово
.

## Населённые пункты совета
- с. Чкалово